# Cosmos Mercury
Para el motor radial de nueve cilindros, vea Bristol Mercury
El Cosmos Mercury fue un motor radial aeronáutico enfriado por aire de 14 cilindros en doble estrella, diseñado por Roy Fedden y construido en el Reino Unido en 1917, entregando 347 hp (259 kW). Este motor no entró en producción, ya que un importante pedido fue cancelado debido al fin de la Primera Guerra Mundial.

## Diseño y desarrollo
Construido en la ciudad de Bristol por Brazil-Straker bajo la dirección de Roy Fedden, el Mercury utilizaba una inusual disposición de cigüeñal y bielas en lugar de la más común de biela maestra y bielas secundarias para cada cilindro. Se ha dicho que funcionaba bien, sin vibraciones, marcando un récord no-oficial de trepada equipando un Bristol 21A Scout F.1, alcanzando los 3.000 m en 5m 24s y los 6.000 m en 16m 15s.
Un pedido del Almirantazgo para 200 motores fue colocado en 1917 pero fue cancelado más tarde por Lord Weir debido al fin de la Primera Guerra Mundial; también se afirma que Lord Weir tenía preferencia por el ABC Dragonfly.
El nombre fue nuevamente usado por Fedden para el motor radial Bristol Mercury.

## Usos
- Bristol Scout F

## Especificaciones[1]
- Tipo: Motor radial de 14 cilindros en doble estrella, enfriado por aire
- Diámetro: 111 mm
- Carrera: 147,6 mm
- Cilindrada: 20.000 cc
- Válvula: 2 por cilindro
- Potencia: 347 hp (259 kW) a 2.000 rpm al nivel del mar
- Combustible: Gasolina
- Compresión: 5,3:1